# Brădet (okręg Alba)
Brădet – wieś w środkowej Rumunii, w zachodniej części okręgu Alba, w gminie Almașu Mare, na obszarze historycznej krainy Siedmiogród. Według stanu na 2010 rok wieś liczyła 17 mieszkańców.